# تسليخ مائي
تسليخ مائي أو تشريح مائي (بالإنجليزية: Hydrodissection)‏ هو استخدام نفث الماء الموجّه لفصل الأنسجة جراحيًا. يُستخدم عمومًا لعمل مستويات أنسجة أو لقطع الأنسجة الرخوة بأثر أخف من التسليخ باستخدام أداة قطع. وعند استخدام الضغط المناسب، فإن التسليخ يميل إلى اتباع المسار الأقل مقاومة والقريب من اتجاه التدفق.

## استعمالات
- في جراحة الساد، يُستخدم لتحرير عدسة العين من محفظتها وذلك عن طريق ضخ تدفق مستمر من الماء من قُنيّة طبيّة تحت سديلة المحفظة الأمامية، مما يرفع غشاء المحفظة من العدسة. ومن خلال توجيه التدفق، يقوم الجراح برفع الغشاء حول جوانب وخلف المحفظة حتى تصبح العدسة محررّة تمامًا تمهيدًا لاستحلاب العدسة أو إزالتها المباشرة خارج المحفظة.[3][4]
- يستخدم في الجراحة العامة أيضًا بغرض تحرير العصب المحصور أو لتقليل فقدان الدماء أثناء العملية الجراحية.[5]